# 边向花黄耆
边向花黄耆（学名：Astragalus moellendorffii）是豆科黄芪属的植物，是中国的特有植物。分布在中国大陆的河北等地，生长于海拔2,000米至2,600米的地区，多生在潮湿处以及急流溪旁。

## 异名
- Astragalus moellendorffii Bunge var. kansuensis Pet.-Stib.